# 吉田ふるさと村
株式会社吉田ふるさと村（よしだふるさとむら）は、島根県雲南市吉田町に本社を置く企業。

## 概要
雇用創出と地域経済の活性化を目的に1985年に飯石郡吉田村（現：雲南市吉田町）と地域住民などの出資により設立。
農産加工品の製造･販売を手がける他、水道工事や雲南市民バスの運行、カフェ･国民宿舎などの運営など幅広い事業を行っている。農産加工品では、2002年に卵かけご飯専用の醤油のおたまはんを販売。マスコミが取り上げ、発売以来累計270万本（2011年度末）を売り上げる大ヒット商品になった。ほかにも地元の餅米でつくった「杵つきまる餅」、むらおこし特産品コンテストで全国連会長賞を受賞した調味料「青とうがらし＆ニンニク」など60品目を製造販売している。

## 事業
- 農産加工部（農産加工品の製造･販売等）
- 水道部（水道工事･水道施設管理）
- バス事業部（雲南市民バスの運行受託）

広域路線バス「吉田・大東線」、吉田町内のデマンドバスの運行を受託。
- 原料生産部（農作物の栽培等）
- 観光事業部（第3種旅行業）
- 国民宿舎清嵐荘の管理運営（指定管理者）
- カフェ「～Unnan Otama Cafe～おたまはん」の運営

## 沿革
- 1985年
  - 4月 - 「株式会社吉田ふるさと村」設立。
  - 9月 - 農産加工第1工場竣工。
  - 12月 - 事務所及び農産加工第2工場竣工。
- 1991年
  - 3月 - 建設業管工事業許可認可。
  - 12月 - 建設業水道施設工事業許可認可。
- 1995年9月 - 農林水産物処理加工施設竣工。
- 2008年8月 - 原料生産部（農業部門）を新設。
- 2009年7月 - 観光事業部を新設。
- 2010年
  - 3月 - 第三種旅行業登録・営業開始。
  - 8月 - 飯匠 お玉はん（現；～Unnan Otama Cafe～おたまはん）オープン。

## テレビ番組
- 日経スペシャル カンブリア宮殿 田舎に日本の未来SP 第1弾 ～人口減に挑む地元愛～（2015年6月4日、テレビ東京）[3]